# Mepivacaina
La mepivacaina è un farmaco anestetico locale con tempi d'azione molto rapidi ed effetto di breve durata. 
È stata brevettata da Bofors nel 1957, e viene anche commercializzata col nome Carbocaina.
Il farmaco si presenta prevalentemente in soluzione iniettabile. Viene commercializzata sotto forma di sale cloridrato del racemo, che consiste in R(-)-mepivacaina e S(+)-mepivacaina in proporzioni uguali. Questi due enantiomeri hanno proprietà farmacocinetiche notevolmente diverse.

## Controindicazioni ed effetti indesiderati
La mepivacaina è controindicata per donne in stato di gravidanza o di presunta gravidanza.
Come con tutti gli anestetici locali, l'uso di mepivacaina può causare effetti indesiderati. A seconda della concentrazione plasmatica, questi possono variare da sintomi neurologici ad aritmie cardiache.
L'anestetico può causare reazioni allergiche e tossiche, con tremori, vertigini, disorientamento e un innalzamento della temperatura corporea.